# Мозолівка (Богодухівський район)
Мозо́лівка — село в Україні, у Валківській міській громаді Богодухівського району Харківської області. Населення становить 68 осіб. До 2020 орган місцевого самоврядування — Сидоренківська сільська рада.

## Географія
Село Мозолівка знаходиться на початку балки Дягтярська, за 2 км від сіл Сидоренкове і Шелудькове.

## Історія
Під час організованого радянською владою Голодомору 1932—1933 років померло щонайменше 66 жителів села.
12 червня 2020 року, розпорядженням Кабінету Міністрів України № 725-р «Про визначення адміністративних центрів та затвердження територій територіальних громад Харківської області», увійшло до складу Валківської міської громади.
19 липня 2020 року, в результаті адміністративно-територіальної реформи та ліквідації Валківського району, село увійшло до складу Богодухівського району.